# Oswaldinho do Acordeon
Oswaldo de Almeida e Silva, conhecido como Oswaldinho do Acordeon, (Duque de Caxias, 5 de junho de 1954) é um músico brasileiro.
Filho de Pedro de Almeida e Silva (Pedro Sertanejo o pioneiro dos forrós em São Paulo) e Noêmia Lima e Silva. Acordeonista de grande genialidade e versatilidade,reconhecido internacionalmente.
Gravou seu primeiro disco aos oito anos de idade, e participou em centenas de discos com  artistas de vários países.Seu grande sucesso foi a fusão da 5ª sinfonia de Beethoven com ritmos nordestinos, e atualmente a  Asa Branca in Blues.
Foi o primeiro acordeão de oito baixos, que ganhou de presente do velho Pedro Sertanejo, que possibilitou a Oswaldinho do Acordeon se tornar um mestre moderno de seu instrumento. Começou pela obrigatória “Asa Branca” (Luiz Gonzaga e Humberto Teixeira) e hoje executa com muita primazia Astor Piazzola, John Lennon, Bach e Beethoven, além do nosso repertório de música popular brasileira e nordestina. É tido no momento como um dos maiores músicos do país.
Fluminense, filho de Pedro Sertanejo, é um dos precursores do forró em São Paulo, Oswaldinho mudou-se para São Paulo aos oito anos, onde iniciou-se no piano. Embora sem professor, acabava sempre namorando o acordeão, instrumento que no fundo mais gostava. Aos doze anos, já tocava profissionalmente com o pai, na gravadora Continental e em diversos forrós, “Caiu na escola da vida”.
Ingressou na MPB através do Grupo Bendegó. A partir daí, tomou contato com Odair cabeça de Poeta e Grupo Capote, Tom Zé, Morares Moreira, Baby e Pepeu, Fagner, Djavan, Renato Teixeira, entre outros. Mas segundo o próprio Oswaldinho, foi com Dominguinhos que ele tomou contato com a música nordestina urbanizada e com a música estrangeira de boa qualidade.
Buscando aperfeiçoamento, em 1976 conheceu o professor italiano Dante D'Alonzo e começou a estudar para valer. Música clássica estudou por 13 anos, tendo sido inclusive aluno de Paulo Feolla, no Conservatório Santa Clara. Perfeccionista, Oswaldinho do Acordeon insiste em sempre se aprimorar, através de diversos cursos. Com sua agenda concorrida entre viagens e apresentações, ele toma aulas onde quer que esteja, mesmo que seja por telefone.
O talento raro lhe rendeu uma bolsa no “Conservatório Dante de Milão”. No exterior, as chances de aperfeiçoamento são maiores, pois o instrumento é bastante difundido “, explica. Mas o jeito vibrante e apaixonado de tocar como brasileiro, o europeu não conhece. Por isto, em 1984, Oswaldinho do Acordeon, apresenta-se como atração no “Festival do Campeonato Mundial de Acordeon” e conquistava a admiração de portugueses, ingleses, alemães, suíços, canadenses, japoneses e americanos.
Atualmente com 23 Discos gravados e lançando o 24º de sua carreira, Oswaldinho com certeza veio para reafirmar o conceito, que o insere no contexto de um dos melhores acordeonistas do mundo. Seu currículo registra gravações com as principais estrelas da MPB, de Elba Ramalho, Edson Cordeiro, Caetano Veloso, Jackson do Pandeiro, Lobão, Raul Seixas, Ney Matogrosso, Nara Leão, Milton Nascimento, Paul Simon, Manu Di Bango, Didier Lockwood e Cassiopeia, entre outros. Teve oportunidade de participar de Projetos como: Pixinguinha, US TOP, Free Jazz Festival, Festival de Montreal, Rock in Rio, Festival de Jazz de Montreux, Festival de Jazz de Chateauvallon – França, Juan Lês Piñs – França, Blue Note – N.Y., Ball Room N.Y., 500 anos do descobrimento – e MTV acústico de Rita Lee, além de festivais e encontros dos maiores acordeonistas do mundo em diversos países.